# Латинская эпиграфика
Латинская эпиграфика (греч. ἐπὶ γράφειν; лат. Epigrafia latina) — вспомогательная историческая и археологическая дисциплина, занимающаяся изучением, каталогизацией и переводом античных латинских высеченных надписей.

## Происхождение надписей
Кроме литературы в широком смысле, письмо служило у римлян двум целям:
- будучи помещаемо на самых разнообразных предметах общественного и частного быта, оно являлось средством ближайшего и точнейшего обозначения самого предмета в отличие от других однородных; таковы, например, надписи на гробницах, урнах, базах статуй, алтарях, сосудах, утвари, оружии, весах и мерах и т. п.; они называются в эпиграфике определительными (детерминативными) и суть надписей в собственном смысле (inscriptiones, tituli). Нет почти ни одного вида предметов римского быта, где бы не встречались надпись такого рода; золотая брошь (fibula) повествует о себе: manios med fhefhaked numasioi (Маний сделал меня для Нумасия); глиняный жертвенный сосудик говорит: duenos med feked en manom (добрый[1] сделал меня во благо); на простой свинцовой пуле (glans) читаем: feri (бей); на глиняной гирьке для ткацкого станка — es curae (будь предметом заботы) и т. п.;
- на твёрдом и долговечном материале писались такие памятники, которые должны были иметь официальное или правовое значение: договоры, законодательные акты, привилегии; декреты и т. п. Материалами для таких памятников служил мрамор и особенно бронза; площади (форумы), храмы, курии и т. п. места были в древности полны таких памятников, и за гибелью древних архивов (tabularia) эти надписи — зачастую единственный дошедший до нас исторический материал. Они называются в эпиграфике документальными надписями, документами (acta).

## Содержание надписей
По своему содержанию, латинские надписи разделяются на следующие важнейшие группы:
- Вотивные, или посвятительные.
- Почётные — очень часто на базах статуй прославляемых лиц, а также и в виде отдельных документов, иногда довольно длинных, где перечисляются подвиги таких лиц. Образец — надписи ростральной колонны Дуилия, консула 260 г. до н. э. Особенно много таких надписей оставлено было в честь императоров, причём, если император оказывался со временем несимпатичным сенату и народу, то его имя уничтожалось в надписи: так случилось, например, с Калигулой и Нероном.
- Монументальные надписи — на постройках: зданиях, мостах, водопроводах и т. п., содержащие обыкновенно имя строителя.
- Документы.
- Надгробия — самый многочисленный и разнообразный класс, от простого имени покойного, часто с припиской hie situs est (= здесь положен) — до пышной эпитафии, иногда в виде целой поэмы, порой недюжинного поэтического достоинства; лучшие образцы дал Рим (с его территорией, т. VI «Corpus») и Африка (т. VIII).
- Обиходные — на разнообразнейших, более или менее мелких предметах общественного и частного быта. Сюда же относятся штемпели (signacula) на глиняных изделиях: кирпичах, сосудах и т. п., а также штемпели врачей, особенно окулистов, с кратким названием лекарства и болезни — отдел очень важный в истории медицины (Villefosse-Thédenat, «Cachets d’oculistes romains», П., 1882), sortes (жребии — небольшие дощечки с изречениями в виде предсказаний), devotiones или defixiones (заклинания: И. В. Помяловский, «Римские заговоры», СПб. 1873), tabulae lusoriae (доски для игр), и т. п.

## Особенности латинской эпиграфики
Язык латинских надписей в общем заметно отстает от литературного; напр. надписи II в. до н. э. дают более древние формы языка, чем литературные памятники той же эпохи, что объясняется консервативностью слога надписей, довольно рано замкнувшегося в определенные формы. С I века н. э. это различие несколько сглаживается, хотя окончательно никогда не исчезает. Язык надписей по характеру довольно прост, краток и выразителен (лапидарный стиль), в частностях довольно однообразен, что нередко помогает при восстановлении неполных или поврежденных текстов. Особенной строгостью лапидарного стиля отличаются почетные и документальные надписи, наиболее консервативные и по языку.

## Письмо латинских надписей
Древнелатинский алфавит не был местного изобретения, а заимствованием, восходящим, через посредство греков и финикийцев, к алфавиту или, точнее, письму египтян. Таково было мнение ещё Тацита («Annal.», XI, 14), в общем подтверждённое новыми исследователями. Особое влияние на италийский алфавит оказал греческий алфавит дорийской группы халкидского типа, употреблявшийся преимущественно в Средней Италии (в Кумах) и Сицилии. Его древнейшие памятники (в виде именно алфавита) на территории Италии:
- сосуд из города Цере (Григорианский этрусский музей),
- алфавит на стене одной усыпальницы в г. Colle в Этрурии,
- алфавит, найденный в Вейи.

Это, в общем, очень полные алфавиты в 26 знаков, из коих 22 (alpha-tau) взяты из финикийского алфавита, а последние 4 (ypsilon, xi, phi и chi) добавлены.

### Различные письмена
Из этого алфавита на территории Италии возникли следующие письмена, известные нам из надписей:
Умбрское письмо
Известно тоже из довольно большого числа надписей, среди которых видное место занимают tabulae Ignvinae (ритуал местной общины); лучшие издания: Aufrecht-Kirchhoff, «Die umbrischen Sprachdenkmäler» (Б., 1849—51); Bréal (П., 1875, с фототипич. таблицами); Bücheier (Бонн, 1883).
Фалискское письмо
— известное из остатков надписей города Фалерии (Чивита-Кастеллана), открытых Гаруччи; диалект близко родственный латинскому. Лучшее исследование — Deecke, «Die Falisker» (Страсбург, 1888; у него же сборник надписей, большей частью надгробий).
Алфавит — всего 18 букв, но, вероятно, не все сохранились.
Оскское письмо
— в памятниках диалекта некогда очень богатого, которым говорило население почти всего юга Италии. Оскские надписи доходят от IV в. до н. э. до конца 1 в. н. э. и имеют, как и умбрские, большое историческо-бытовое значение. Собрание их — у Цветаева, «Sylloge inscriptionum Oscarum». (СПб., 1878).
Другие диалекты
О других мелких италийских диалектах и их надписях см. Mommsen, «Die untentalischen Dialekte» (Лпц., 1850); Fabretti, «Corpus inscript. Italicarum» (Турин., 1867—77; с дополнениями Gamarrini, Флор., 1880); Цветаев, «Inscript. Italiae mediae dialecticae» и его же, «Italiae inferioris dialecticae» (Лпц. — M., 1884—86).
Латинское письмо
Древнейшими его памятниками являются две надписи: а) золотая брошь, найденная в Пренесте (Praeneste) в 1886 г. и относимая к началу V в. до н. э., и сосуд Дуэна, найденный в 1880 г. в Риме; его относят приблизительно к эпохе 12 таблиц, то есть к половине V в. до н. э.
В латинском письме весьма рано наблюдается направление от левой руки к правой, чем оно отличается от этрусского и оскско-умбрского письма, сохранившего направление обратное.
Для обозначения долгих гласных в доклассический период служил прием удвоения: MAARCVS = Mārcus, а также знак apex (’): MARCYS, а для ī — длинное i (i longa): MARI = marī, что встречается иногда и в классический и даже в после классический период.
Пишутся латинские надписи сплошь прописными буквами; слова отделяются обыкновенно точкой: HIC*SITVS*EST; цифры обозначаются общеизвестными знаками: I, II, III, IIII (редко IV), V, VI, VII, VIII, VIIII (редко IX), X, XI…XVIII, XVIIII (редко XIX), XX, XXI..L..C.D.M. Для обозначения тысяч употребляется черта сверху цифры единиц: = 3000; = 50000 и т. п.
Наибольшей красотой и законченностью письма отличаются надписи первой половины I в. н. э. и эпохи Траяна и Адриана (эпиграфический ренессанс), служащие образцами даже для типографских прописных шрифтов нашего времени. Нередко, особенно в императорскую эпоху, встречалась вязь (лигатуры), например = maxim и сокращения (аббревиатуры: D·M· = dis manibus; COS = consule; H·M·H·N·S = hoc monumentum heredem non seqaetur.

### Этрусское письмо
Сохранилось в очень большом количестве надписей, разобранных довольно тщательно; его происхождение не установлено.
- Лучшее собрание этрусских надписей:
  - «Corpus Inscriptionum Etruscarum» вышел в Лейпциге на средства Берлинской акад. наук;
  - исследования о языке — Ланци, Кирссена, Отфрида Мюллера и др.

Алфавит имеет 21 знак, без В, D, О (этих звуков в этрусском языке, по-видимому, не было); для F имеется знак 8, встречающийся и в других италийских письменах, иногда в виде ↑.

## Собрания надписей

### В Древнем Риме
У самих римлян надписи не собирались и не изучались, хотя иногда на них и обращали внимание. Цицерон упоминает о некоторых надгробиях, Ливий — о документах; грамматики вроде Варрона, Веррия Флакка, Проба и другие обращали внимание на особенности языка в надписях; многое из документов вошло в кодексы римского права (Феодосия и Юстиниана), но систематического собирания и изучения надписей не было.

### В средние века
Древнейшие дошедшие до нас сборники (рукописные) относятся уже к Каролингскому периоду, например:
- Anonymus Einsiedlensis, принадлежащий монастырю в Einsiedeln, VIII—IX в.;
- Sylloge Palatina, миланская рукопись IX в., и др.

Только со времени путешественника Кириака Анконского (Ciriaco de’Pizzicoli, 1391—1457) можно говорить о собирании надписей в больших количествах. Остатки сборника Кириака хранятся в рукописях частью в Риме и других итальянских библиотеках, частью в Берлине.

### XV—XVI века
Много сделано для собирания надписей в XV и XVI стол. Первый печатный сборник, Desiderii Sprethi, вышел в Венеции в 1489 г. (надписи Равенны); до половины XVIII в. идёт довольно длинный ряд подобных трудов, например:
- сборники Jac. Mazochii (Рим, 1521),
- Justi Lipsii (Антверпен, 1588),
- Graten (первая попытка сводного сборника; Гейдельб., 1603),
- Joh. Donii (Флоренция, 1731), Маг. Gudli (Leov., 1741),
- Raph. Fabrettii (Рим, 1699),
- Franc. Gorii (Флоренция, 1743) и др.

### XVIII век и позже
Серьёзная попытка составить общий сборник, «Corpus Inscriptionum Latinarum», сделана известным Муратори, под заглавием: «Novus thesaurus veterum inscriptionum» (Милан, 1739—1742).
Около этого же времени возникла эпиграфическая критика, ставшая необходимой ввиду появления множества поддельных надписей; первым трудом такого рода была монография Maffei, «Ars critica lapidaria» (в сборн. Donati, Лукка, 1775).
Лучшими эпиграфистами XVIII — середины XIX веков были Луиджи Гаэтано Марини («Gli atti et monumenti de fratelli Arvali», Рим, 1795) и Бартоломео Боргези («Oeuvres de B. Borghesi», П., 1862—1879), благодаря которым эпиграфика стала научной дисциплиной.
Первый научный сборник
Из школы Боргези вышел и план научного сборника латинских надписей, принятый сначала Французской академией наук, но впоследствии ею оставленный и выполненный Берлинской академией, под главным руководством Т. Моммзена. I том («Древнейшие надписи до смерти Цезаря») вышел в 1863 году, всего 15 томов (кроме дополнений), расположенных по местностям. Критика, полнота литературы, превосходная группировка, истолкование трудных текстов и т. п. — все это сделало берлинский «Corpus» первоклассным сборником надписей.
Кроме него, латинская эпиграфика располагает следующими собраниями, отчасти дополняющими «Corpus»:
- «Ephemeris Epigrafica», куда помещались вновь находимые надписи до окончательного издания в «Corpus» (1871—1891);
- И. К. фон Орелли, В. Хенцен «Inscriptionum latinarum amplissima collectio» (Цюрих, 1828—1856);
- Г. Дессау «Inscriptiones latinarum selectae» (Б., 1892);
- Руджери «Sylloge epigraphica orbis Romani» (Рим, 1892; ещё не окончена);
- Брамбах «Corpus inscr. Rhenanarum» (Эльберф., 1867),

и множеством частных сборников, указания на которые можно найти в пособиях:
- по истории эпиграфики:
  - Р. Канья «Cours d’ ép. latine» (2 изд., П., 1890; лучшее пособие);
  - Хюбнер, «Romische Epigraphik» (в I т. энциклопедии Ив. Мюллера,
  - «Handbuch der class. Altetrhumwissenschaft», стр. 625—710);
- его же, «Exempla scripturae epigraphica latina» — около 1250 гравюр с наиболее типичных надписей (Б., 1885; это продолжение сборника Ричля: «Prisca latinitatis monumenta epigraphica»; приложенного к I тому «Corpus»);
- словарь: Ruggiero, «Dizionario epigraphico».